# Урдома (Ярославская область)
У́рдома — посёлок в Тутаевском районе Ярославской области России. 
В рамках организации местного самоуправления входит в Левобережное сельское поселение, в рамках административно-территориального устройства — в Помогаловский сельский округ.

## География
Расположен на левом берегу реки Урдома, в 9 километрах к северу (по прямой) от центра города Тутаева.

## История
В 1968 г. указом президиума ВС РСФСР поселок при Помогаловском льнозаводе переименован в Урдома. Название — от протекающей через посёлок реки Урдома, левого притока Волги.

## Население
| 2007 | 2010 |
| ---- | ---- |
| 180  | ↘130 |

Согласно результатам переписи 2002 года, в национальной структуре населения русские составляли 93 % от всех жителей.

## Достопримечательности
На северо-западной окраине посёлка, на правом берегу Урдомы, находится усадьба князей Юсуповых.